# Linda Louise Duan
Linda Louise Duan (Chester, 13 de dezembro de 1993) é uma atriz britânica-chinesa.

## Biografia
Duan nasceu em Chester antes de se mudar para Essex. Depois de se formar no colegial, Duan inicialmente cursaria arquitetura na Architectural Association School of Architecture (curso que demoraria sete anos), mas logo se tornou interessada em fazer um curso de mímica com Desmond Jones depois de assisti-lo on-line. Depois de se formar, Duan começou a fazer testes para papéis.
Duan estava em Israel quando ela foi contatada pelo assistente de direção Holly Gardner para fazer um teste para um projeto secreto. Quando soube que isso envolvia a Marvel Studios, ela imediatamente voou de volta a Londres para fazer um teste. Ela finalmente descobriu que o teste era para Doutor Estranho. O papel de Duan no filme acabou sendo apenas um cameo, já que a maioria das cenas da sua personagem, Tina Minoru, foram deletadas do corte final.

## Vida pessoal
Duan pratica karatê em seu tempo livre.

## Filmgrafia
| Ano  | Título             | Papel          | Notas                                          |
| ---- | ------------------ | -------------- | ---------------------------------------------- |
| 2016 | Operation: Fringe  | Cassie Blackly | Curta-metragem                                 |
| 2016 | Doutor Estranho    | Tina Minoru    | Aparição cameo                                 |
| 2016 | The Realm Beyond   | Tina           | Curta-metragem; também produtora               |
| 2017 | Sinners            | Black Lotus    | Curta-metragem; também produtora               |
| 2017 | Shadow Warriors    | Red Flame      | Curta-metragem                                 |
| 2017 | The Breadwinner    | nenhum         | Produtora do vídeo musical dos créditos finais |
| 2018 | Beautified         | Alice          | Curta-metragem                                 |
| 2018 | The Dark Kingdom   | Louza          |                                                |
| 2018 | Whisper            | Sam            |                                                |
| 2018 | Bohemian Rhapsody  | nenhum         | Dublê                                          |
| TBA  | Canary             | nenhum         | Produtora associada                            |
| TBA  | I am not the Devil | Duan           |                                                |
| TBA  | Chopsticks         | TBA            | Curta-metragem                                 |